# شابور آباد (برخوار وميمه)
شابور أباد (بالفارسية: شاپورآباد) هي مدينة تقع في إيران في أصفهان. يقدر عدد سكانها بـ 5,172 نسمة .